# История евреев в Кёнигсберге
История евреев в Кёнигсберге началась с основанием еврейской общины в городе в 1671 году и продолжается в XXI веке в рамках Российской Федерации.

## В Пруссии
В 1671 году Великий курфюрст Фридрих Вильгельм I (1620—1688 гг.), известный своей толерантностью по отношению к иным религиозным конфессиям, допустил в Бранденбург-Пруссию евреев, бежавших из Вены от гнева австрийского императора Леопольда I. Предпочтение отдавалось состоятельным иммигрантам, способным принять участие в возрождении страны после разорительной Тридцатилетней войны. Евреи в государстве Фридриха Вильгельма I были защищены специальным указом от 3 января 1676 г., по которому следовало «не тревожить евреев, не ограничивать их в правах и привилегиях и надлежащим образом защищать от нарушения этих прав». Однако уже в 1685 г. великий курфюрст обязал всех приезжающих евреев вносить залог в 1000 талеров.

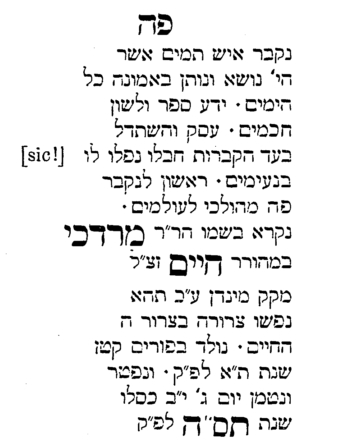
Эпитафия Маркуса (Мордехая) Ильтена, первого из похороненных на еврейском кладбище Кёнигсберга, приведённая в сборнике к 200-летию погребального братства: «Здесь погребён человек безупречный, который все свои дни верно служил своему делу. Он был сведущ в книгах и языке мудрых, занимался могилами и заботился о них. Его жребий выпал на прекрасное место. Первый погребённый здесь из отшедших к вечности. Он звался именем р. Мордехай, сын покойного р. Хаима из общины Миндена. Посему да будет душа его завязана в узле жизни. Родился в Малый пурим 5401 года, умер и погребён во вторник 12 кислева 5465 г.» (то есть 9 декабря 1704 г.).

Приехавшие в Кёнигсберг евреи должны были селиться в Трагхайме, северо-восточнее королевского замка. Эта часть города находились под непосредственным покровительством великого курфюрста. На Кервидергассе (позднее — Театрштрассе, ныне район гостиницы «Калининград») в 1680 г. им было позволено построить синагогу. В 1704 г. было образовано кёнигсбергское погребальное братство («хевра каддиша»).
В 1706 г. в Кёнигсберге проживало 10 семей, а в 1713 г. их было уже 36 в самом городе и 98 в остальных городах Пруссии. Кроме Кёнигсберга относительно много евреев было в Мемеле и Тильзите. Всего же по численности лиц иудейского вероисповедания Кёнигсберг в королевстве Фридриха I был вторым после Берлина, где уже в 1730 г. еврейских семей было около 180.
Первым раввином общины стал Соломон Фюрст (1707—1722 гг.). Он известен как автор каббалистических сочинений и молитвенников на древнееврейском и немецком языках. Фюрст посещал университет и состоял на службе в королевской библиотеке. К середине XVIII века в Кёнигсберге была лишь одна синагога, в то время как еврейское население постоянно увеличивалось. К 1756 г. здесь проживало 307 евреев. Одна синагога не могла вместить всех верующих, и иудеи справляли службу в частных молельнях. 23 сентября 1756 г. по повелению короля Фридриха II (1740—1786 гг.) была освящена новая синагога на Шнюлингбаум, но во время большого пожара 14 июня 1811 г. эта синагога сгорела, и служба вновь проводилась в снятых помещениях. Наконец, 19 апреля 1815 г. была построена новая синагога на Синагогенштрассе.
Постепенно в Пруссии появлялись крупные еврейские торговые фирмы. Одной из первых была основанная в 1764 г. оптовая торговая фирма «Иоахим Мозес Фридлендер и Сыновья». К началу XIX века процент зажиточных евреев в Кёнигсберге был выше, чем число состоятельных граждан города. Однако подавляющее большинство евреев имели средний достаток.
Среди студентов Кёнигсбергского университета было немало евреев. Большинство из них изучали медицину, так как евреям были недоступны профессии, связанные с государственной службой или цеховой принадлежностью. В конце XVIII века, в среде образованного еврейства Пруссии возникли идеи культурного возрождения евреев — Гаскалы. Созидателем и духовным отцом нового направления был берлинский писатель и философ Мозес Мендельсон. Его идеи получили широкое распространение и в Кёнигсберге, откуда вышло, по словам историка Генриха Греца, «ближайшее возбуждение Гаскалы». Именно здесь с 1783 г. стал издаваться журнал «Ha-Meassef», оказавший огромное влияние на культурное развитие еврейского народа.
После поражения прусских войск в битве при Йене (1806 г.) от армии Наполеона в Пруссии наступила полоса реформ, которая коснулась и евреев. В частности был принят королевский указ об уравнивании прав еврейских купцов Кёнигсберга с христианскими, и о внесении их в купеческую гильдию. Значительно продвинул дело освобождения евреев новый канцлер Карл Август Гарденберг. Он активно защищал принцип полной веротерпимости и гуманного отношения ко всем подданным. Именно его заслугой принято считать издание эдикта «Относительно евреев в Прусском государстве», чаще называемого просто «Юденэдикт». Этот документ появился 11 марта 1812 г.
Освободительная война против Наполеона привели к тому, что космополитические взгляды первых ассимилированных евреев уступали место патриотическим устремлениям. Одна пятая часть всех способных к ношению оружия евреев Пруссии приняли участие в сопротивлении французам. Богатые евреи жертвовали огромные суммы на дело освободительной войны. На этой патриотической волне в начале XIX века более 150 евреев Кёнигсберга приняли христианство. Однако правительство Фридриха-Вильгельма III не рассматривало усиливающуюся ассимиляцию евреев как положительный момент в жизни государства, и сразу после разгрома Наполеона началось постепенное возвращение к довоенному положению в отношении к евреям. В период реакции был проведён ряд мероприятий, числе которых был запрет на посещение христианским детям еврейских училищ, эдикт о недопущении иудеев к заниманию общественных должностей и другие.
Долгожданное политическое равноправие евреям принесла лишь революция 1848 года. В середине XIX века Кёнигсберг являлся одним из форпостов германского либерализма, и среди либералов Кёнигсберга было немало евреев. Так, крещёный еврей из кёнигсбергской еврейской семьи Эдуард Симсон стал первым председателем немецкого рейхстага и фактическим автором германской конституции.
Число евреев Кёнигсберга в XIX столетии неуклонно увеличивалось. Так в 1817 г. в городе проживало 1.027 евреев, в 1864 г. — 3.024, а в 1880 г. — 5.000 человек. Подобный рост наблюдался по всей Германии, однако, после объединения страны в 1871 г. началась широкая внутренняя миграция еврейского населения. Многие евреи покидали консервативную Пруссию и переселялись на юг и запад в крупные города Германии. В целом по Пруссии число евреев уменьшилось с 1871 по 1905 гг. на 16 тыс. В Кёнигсберге еврейское население к 1905 г. так же уменьшилось и составило 4.415 человек.
К концу XIX века в Кёнигсберге существовала крепкая еврейская община. Однако ортодоксальные иудеи стремились выделиться из отличавшейся либерализмом городской общины. Поводом для разделения общины послужила установка органа в главной синагоге города в 1870 г. Ортодоксы образовали отдельную общину «Адат Израэль». К этому времени в Кёнигсберге действовало шесть синагог. Крупнейшая из них — Новая синагога — располагалась на улице Линденштрассе, напротив Кафедрального собора. Эта синагога достигала в высоту 46 метров и была одной из красивейших в Германии. Синагога была построена в 1893 г., к ней примыкал детский приют — здание сохранившееся до сих пор на ул. Октябрьской. На ул. Синагогенштрассе располагались сразу две синагоги: Старая синагога, о которой уже было сказано и синагога ортодоксальной общины «Адат Израэль», построенная в 1893 г. Кроме вышеперечисленных в городе располагались хасидская синагога на Фуерштрассе, и синагога «Полнише шул» по адресу Вордере Ворштадт, 71 а, построенная в 1855 и реконструированная в 1910 г. Шестая синагога, принадлежавшая кёнигсбергским евреям находилась в курортном городке Кранц, часто посещаемом в период летних отпусков. Эта синагога была построена в 1921 г., её фундамент и сейчас можно видеть в городе Зеленоградске.
Евреи в основном жили в трёх районах города. Восточные евреи и иудеи ортодоксального толка селились в нижнем городе (в окрестностях вокзала до реки Прегель, где находилось пять синагог). Старые оседлые еврейские семьи жили в Трагхайме и его окрестностях. Состоятельные и уже ассимилировавшиеся евреи проживали в пригородах Хуфене и Амалиенау.
Банки Кёнигсберга, бывшие в XIX веке большей частью еврейскими, становились государственными учреждениями и входили в систему Дойчебанка. Наиболее крупными из них были: «Северогерманское кредитное общество», находившееся во владении и управлении Георга Маркса, ортодоксального толка еврея, имевшего большое влияние на жизнь общины. Наряду с «Северогерманским кредитным обществом» существовали частный банк «Вдова Йозефа Симона и Сыновья», находившийся во владении семейства Симон, а также нееврейский банкирский дом Якоби. Все вышеназванные банки влияли на развитие торговли и промышленности города. Кроме того, банк семьи Симон активно содействовал развитию в городе науки, искусства и спорта. Именем Вальтера Симона был назван и крупнейший в городе стадион (ныне стадион «Балтика»). Специфичной отраслью экономики Восточной Пруссии являлась добыча янтаря. Единственная в своём роде янтарная мануфактура с рудником в Палмникене была основана в 1872 г. евреем Моритцем Беккером. После продажи своего предприятия государству Беккер стал одним из богатейших граждан города. В 1914 г. крупнейшим кёнигсбергским пароходом «Остпройсен» водоизмещением 4000 тонн владело пароходство «Маркус Кон и Сын», которое занималось торговым мореплаванием в Балтийском и Северном морях. Еврейские фирмы принимали участие в торговле строительными материалами, а также в розничной торговле продукцией текстильной промышленности. Евреи были держателями большей части универсальных магазинов города.
Высокий процент евреев был среди врачей, аптекарей, адвокатов, журналистов, деятелей искусств и маклеров. Яркими личностями культурной элиты города были: городской школьный советник Штеттинер и журналист Людвиг Гольдштайн. Пауля Штеттинера называли в городе «кёнигсбергским министром культуры». Он был тесно связан с общественной жизнью образованных слоёв населения города и с их объединениями, поддерживал личные контакты со многими деятелями культуры, писателями и журналистами, был инициатором создания ряда культурных учреждений. Особой его заботой пользовались городские театры.
Среди преподавателей университета фактически не было некрещёных евреев. Редкое исключение составлял почётный профессор Альбертины (Кёнигсбергского университета) раввин доктор Феликс Перлес. Однако преподавательские должности занимали достаточно большое число выкрестов. Среди них врач-терапевт Людвиг Лихтхайм, юрист Фриц Литтен, физиолог Людемар Херрманн, астроном Фриц Кон, ориенталист Феликс Эрнст Пайзер, египтолог Вальтер Врежински и др.
Выдающимся автором и исполнителем еврейской религиозной музыки был композитор Эдуард Бирнбаум, который стремился видоизменить традиционные мелодии, придав им большую величественность при помощи органа, сделав их более доступными для евреев испытавших сильное онемечивание.

## Геноцид в нацистской Германии
Трагичной, как и везде в Германии, была судьба евреев Кёнигсберга после прихода к власти нацистов. После 1933 г. число евреев в городе неуклонно сокращалось. Если в 1931 г. евреев было более 4 тыс., то уже к 1939 г. их оставалось чуть более полутора тыс. Из всех городских синагог «Хрустальную ночь» с 9 на 10 ноября 1938 г. пережила только одна — синагога ортодоксальной общины. Сотни евреев в этот день были арестованы, еврейский приют был разгромлен, а дети выгнаны на улицу. Службы в единственной уцелевшей синагоге проводились и в 1942 г. для тех немногих, кто остался в городе. Многие эмигрировали, а кто не успел — тех отправляли товарными составами в концентрационные лагеря. К 1942 г. около 1000 евреев из Кёнигсберга погибли в лагере Терезиенштадт. Вместе с людьми исчезали с карты древнего города и места, так или иначе связанные с присутствием здесь евреев. Стадион «Вальтер Симон плац» был переименован в «Эрих Кох плац». Дом, некогда бывший приютом, был отдан под здание гестапо. На месте Новой синагоги были построены бараки, в которых работали на гестапо евреи, привезённые из гетто в Польше. В июле 1944 г. через Кёнигсберг переправляли на баржах евреев из Вильнюсского гетто. Оставшиеся представители еврейской общины города собрали среди горожан большую повозку с продуктами для этих людей. К 1944 г. в Кёнигсберге осталось лишь несколько десятков, которые каждый день ожидали отправки в лагерь. В августе того же года город испытал массированный налёт британской авиации в ходе которого был разрушен весь центр Кёнигсберга. Была уничтожена и последняя синагога.
Очень немногие евреи города дожили до прихода Красной Армии. Однако и при новой власти они не обрели покоя. Одновременно с остававшимся немецким населением они подлежали депортации. В 1948 г. последние немецкие евреи были изгнаны из Кёнигсберга, ставшего уже к тому времени Калининградом. Некоторые из них и ныне проживают в городах Израиля, Германии, США. Среди них Иозеф Цви Дуннер, занявший пост главного раввина Восточной Пруссии в 1936 г. Ныне этот, последний раввин Восточной Пруссии, занимает пост главы европейского объединения ортодоксальных общин. Главный раввин Великобритании, занимавший этот пост с 1967 по 1991 гг., лорд Иммануэль Джакобовиц также родом из Кёнигсберга. В Кёнигсберге родилась и проживала до войны Лея Шлоссберг — будущая супруга премьер-министра Израиля Ицхака Рабина.

## В СССР и России
Современная еврейская община Калининграда начала формироваться в конце 1980-х годов, после образования еврейского историко-культурного общества во главе с Виктором Шапиро. Впоследствии это общество было преобразовано в религиозную общину «Адат-Исраэль». С 1998 года здесь существует и иудейская религиозная организация «Еврейская община города Калининграда», организованная раввином Давидом Шведиком. В 2018 году, благодаря усилиям и финансовым вложениям бизнесмена и филантропа Владимира Кацмана, наконец обрела материальное воплощение давно вынашиваемая мысль восстановления главной городской синагоги. Осенью 2011 года в Калининграде был заложен первый камень в основание синагоги, но её сооружение было заморожено из-за того, что на земельном участке был расположен калининградский цирк-шапито. В настоящий момент[когда?] все юридические тонкости этого вопроса решены, и новая синагога, должная по замыслу стать одной из крупнейших в Российской Федерации постепенно возводится на старом немецком фундаменте.